# Веліме
Озеро Велі́ме (або Вєлімє чи Вєліме) (пол. Wielimie) — озеро в Польщі, в Західнопоморському воєводстві, в Щецинецькому повіті, в гміні Щецинек.
Рівень поверхневих вод з різних джерел в діапазоні від 16,4 km² (1637,5 га) до майже 18 km² (1754,6 га).
Ґрунтові води знаходиться на висоті 132,6 м над рівнем моря , або 132,7 метрів. Середня глибина озера становить 2,2 м, в той час як максимальна глибина 5,5 м.